# Estació de la Molina
|  | Aquest article tracta sobre l'estació ferroviària. Vegeu-ne altres significats a «La Molina (estació d'esquí)». |

La Molina és una estació de ferrocarril propietat d'adif situada a la població de la Molina al municipi d'Alp (Baixa Cerdanya). L'estació es troba a la línia Ripoll-Puigcerdà per on circulen trens de la línia R3 de Rodalies de Catalunya operat per Renfe Operadora, que tot i formar part de Rodalies no té tarifació com a tal.
Aquesta estació del Ferrocarril Transpirinenc, tal com es coneixia la línia de Ripoll a Puigcerdà, va entrar en servei l'any 1922 quan es va obrir el tram entre Ribes de Freser i la Molina, mesos després que s'havia obert la línia fins a Puigcerdà. Des de l'arribada del tren a la Molina, aquesta és l'estació de la xarxa d'ample ibèric que es troba a més altura de la península Ibèrica, concretament a 1.420 metres d'altitud.
Entre l'estació de ferrocarril i la Pista Llarga de l'estació d'esquí la Molina hi ha un bus urbà. A més existeixen promocions de forfets d'esquí que inclouen el viatge amb tren i autobús.
L'any 2016 va registrar l'entrada de 6.000 passatgers.

## Edifici de l'estació
L'edifici de l'estació està inclòs en l'Inventari del Patrimoni Arquitectònic de Catalunya. És una edificació formada per dos cossos de diferent nivell. El carener de l'edifici més alt és perpendicular a la façana i l'altre n'és paral·lel. El pendís del teulat és bastant pronunciat, amb coberta a quatre aiguavessos, que respon a la necessitat de diversificar les parts del teulat sotmeses al fred, pluges i neu. Al cos més allargat, on es compren els bitllets, hi ha la sala d'espera, que té una acollidora llar de foc, uns bancs de pedra, el terrat empedrat amb lloses i la paret decorada amb troncs. Els murs són arrebossats i la coberta és de pissarra.

Història

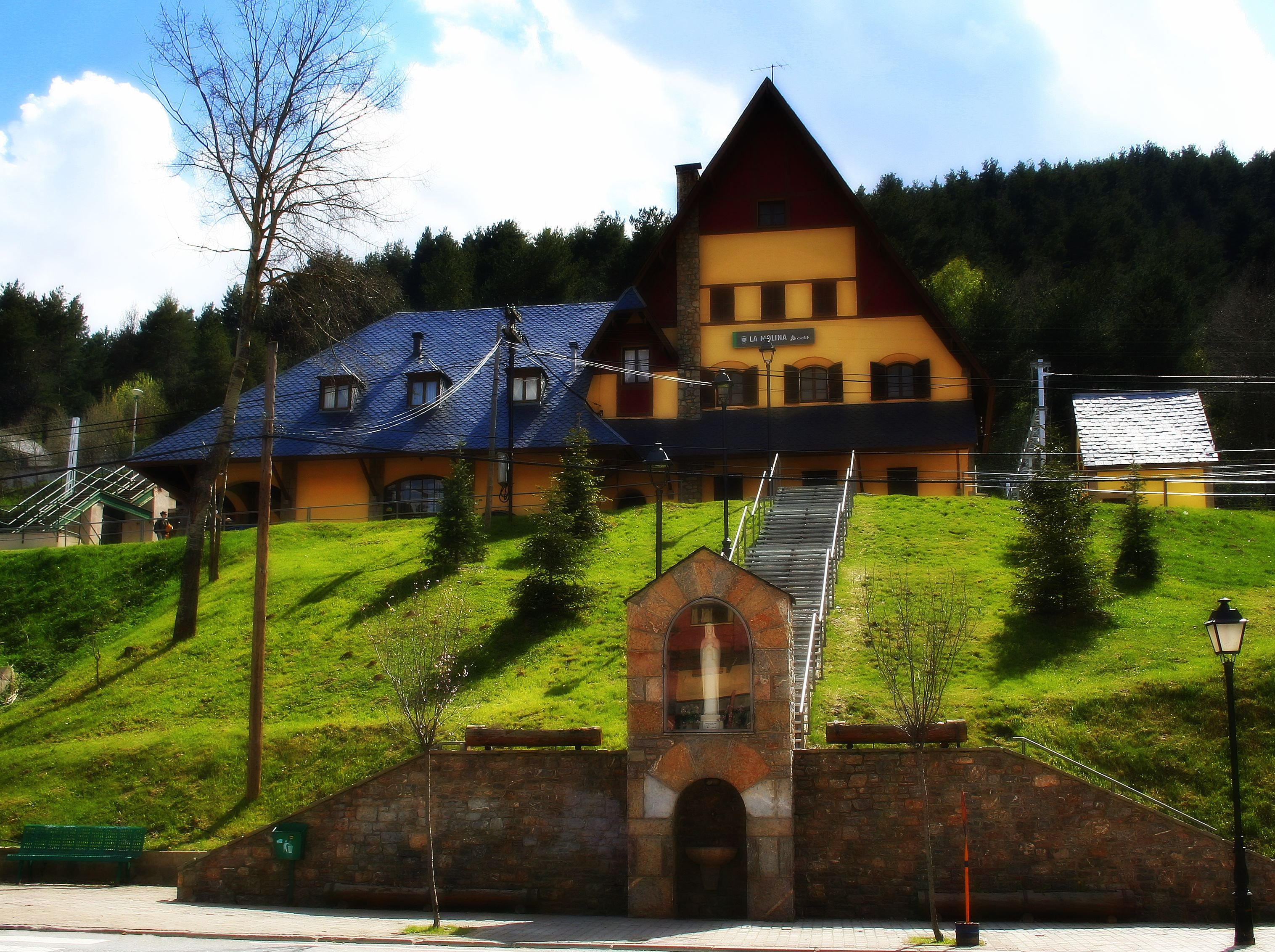
Accés i edifici de l'estació.

La primera estació que trobem després de travessar el túnel de Toses és La Molina, a 1420 metres d'altitud. L'edifici inicial de l'estació fou construït per Cubiertas y Tejados. Era un edifici a dues aigües amb dues plantes i golfes. Amb l'arribada del tren el 12 de juliol de 1922, s'apropà els esquiadors a la Molina.
Cap a finals dels anys quaranta un incendi el destruí. La nova estació, que en recorda un xalet suís four inaugurada l'any 1953.

## Serveis ferroviaris
| Rodalia de Barcelona      |       |       |          |                            |
| Procedència/Destinació    | <     | Línia | >        | Procedència/Destinació     |
| L'Hospitalet de Llobregat | Toses |       | Urtx-Alp | Puigcerdà La Tor de Querol |

## Galeria d'imatges

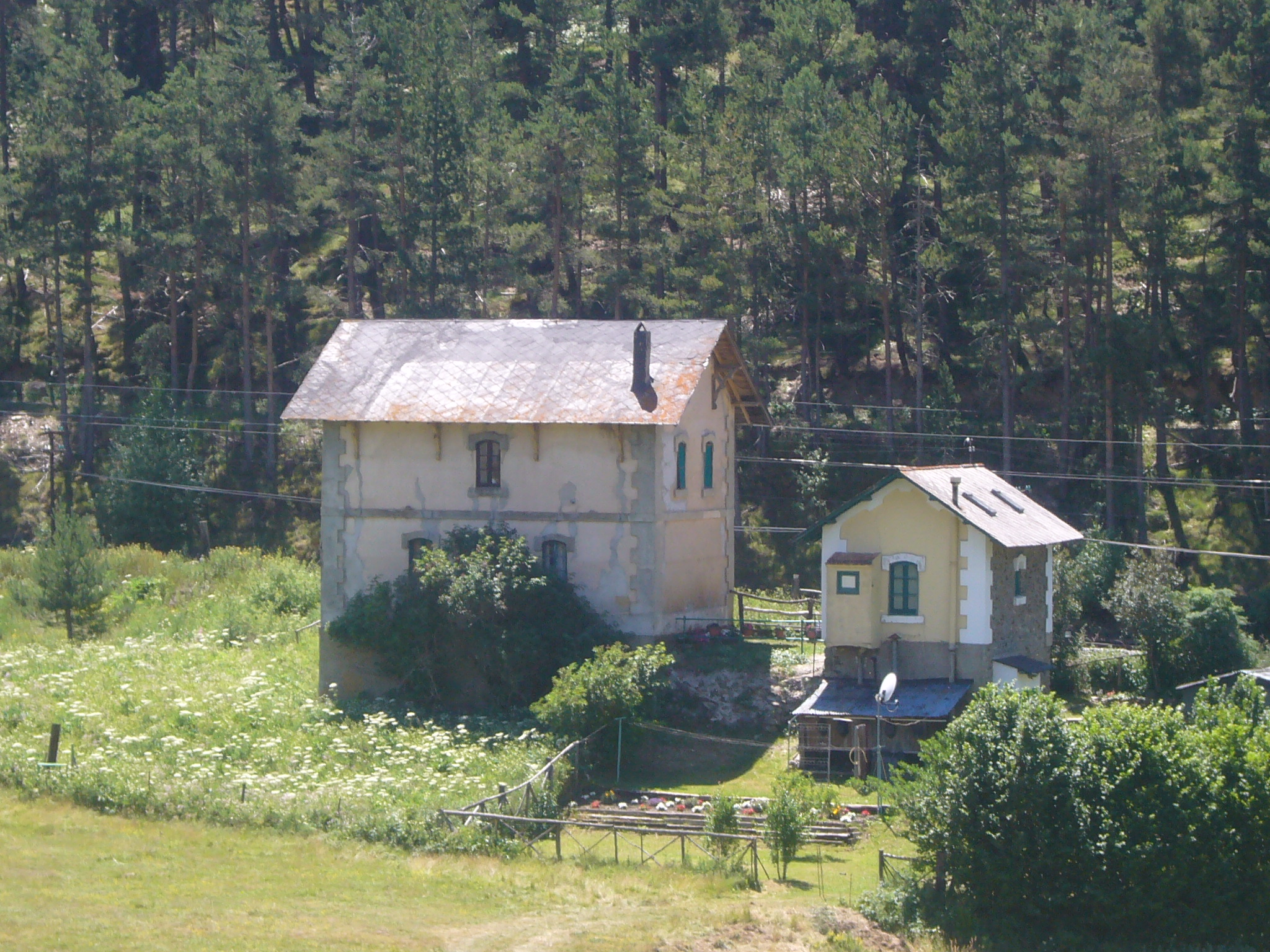
Antiga estació, situada a uns 500 metres a l'est de l'actual
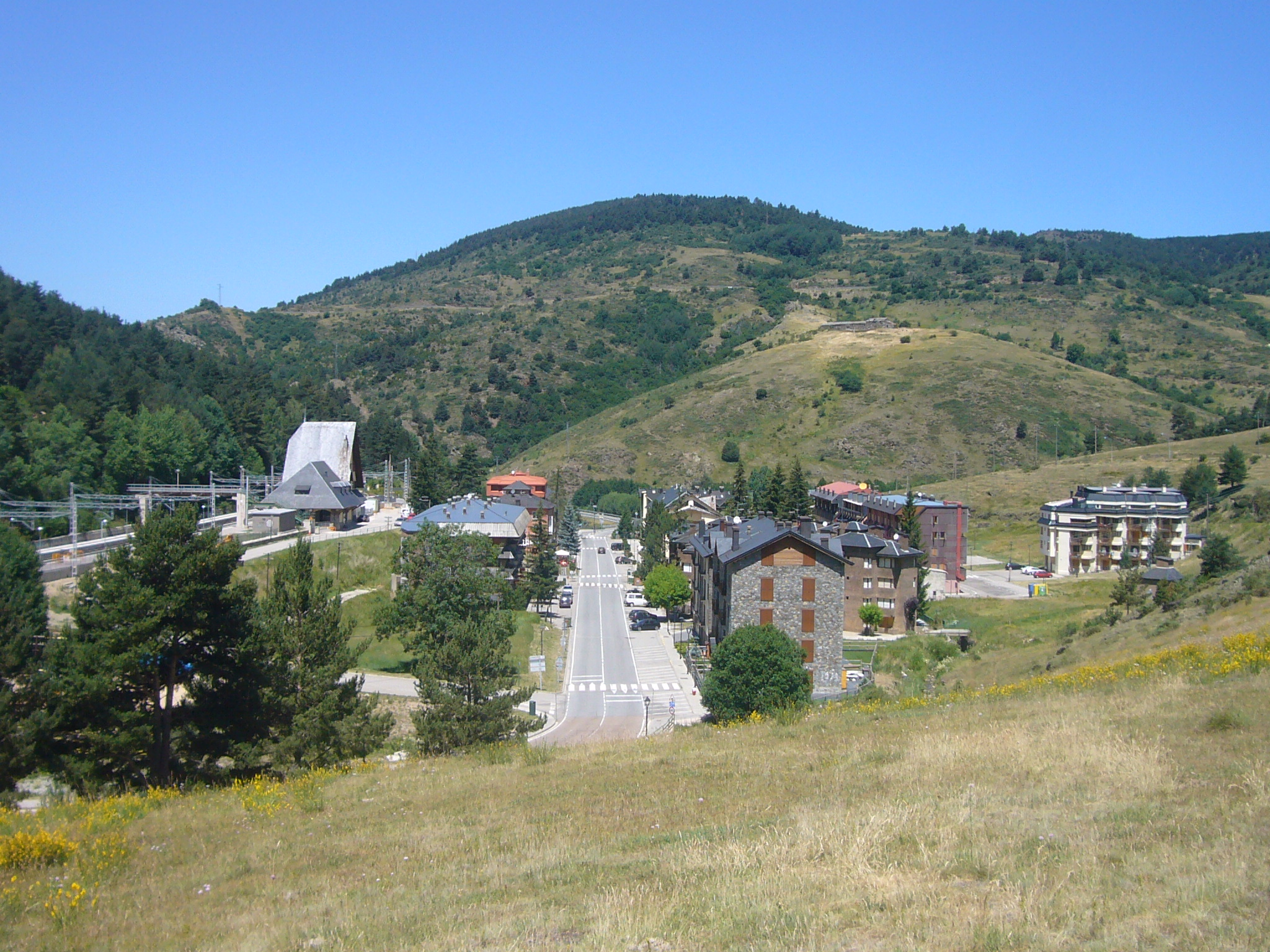
Vista del barri de l'estació de la Molina